# فريدري ودمان
فريدري ودمان (بالإنجليزية: Freddie Woodman)‏ (4 مارس 1997 المملكة المتحدة - ) هو لاعب كرة قدم بريطاني، يلعب كحارس مرمى.

## روابط خارجية
- فريدري ودمان على موقع الاتحاد الأوربي (الإنجليزية)
- فريدري ودمان على موقع قاعدة بيانات كرة القدم.إي يو (الإنجليزية)
- فريدري ودمان على موقع Soccerbase.com (لاعب) (الإنجليزية)
- فريدري ودمان على موقع Soccerway.com (الإنجليزية)
- فريدري ودمان على موقع عالم كرة القدم.نت (الإنجليزية)
- فريدري ودمان على موقع AS.com (الإسبانية)